# Vellefaux
Vellefaux település Franciaországban, Haute-Saône megyében. Lakosainak száma 533 fő (2022. január 1.). Vellefaux Échenoz-la-Méline, Échenoz-le-Sec, Andelarrot, Filain, Vallerois-Lorioz és Velleguindry-et-Levrecey községekkel határos.

## Népesség
A település népessége az elmúlt években az alábbi módon változott:
| Lakosok száma | 482  | 483  | 497  | 499  | 507  | 519  | 524  | 527  | 533  |
|               | 2013 | 2015 | 2016 | 2017 | 2018 | 2019 | 2020 | 2021 | 2022 |